# Silnice II/309
Silnice II/309 je silnice II. třídy, která vede z Bohuslavic do Deštného v Orlických horách. Je dlouhá 20,5 km. Prochází jedním krajem a dvěma okresy.

## Vedení silnice

### Královéhradecký kraj, okres Náchod
- Bohuslavice (křiž. II/304)

### Královéhradecký kraj, okres Rychnov nad Kněžnou
- Pulice (křiž. III/30427)
- Dobruška (křiž. I/14, II/298, III/29849, peáž s I/14, II/298)
- Provoz
- Bačetín (křiž. III/29854, III/3091, III/3092)
- Kounov
- Rozkoš
- Hluky
- Šediviny
- Plasnice, Deštné v Orlických horách (křiž. II/310, III/3093)